# De stad in de vulkaan
De stad in de vulkaan is het 87ste stripverhaal van Jommeke. De reeks wordt getekend door striptekenaar Jef Nys.

## Verhaal
Op een gegeven moment gaan Jommeke, Filiberke en professor Gobelijn op zoek naar de plaats waar professor Kei Hardstone verdwenen is. Hiervoor reizen ze naar de vulkaan de Teide op Tenerife. Hier ontdekken ze een geheime gang die naar een stad in de vulkaan leidt. Wanneer ze in de stad aankomen zijn de mensen zeer gastvrij. Weliswaar verbieden ze dat Jommeke en zijn vrienden de stad ooit terug verlaten.

## Achtergronden bij het verhaal
- De Teide is de grootste vulkaan van het eiland Tenerife, en tevens de hoogste berg van Spanje. Professor Gobelijn zegt dat de laatste vulkaanuitbarsting van de vulkaan El Teide in de 18de eeuw was. De laatste vulkaanuitbarsting van de El Teide was echter in 1909.